# Henrique Pellicano
Henrique Pellicano est un skipper brésilien né le 28 février 1974 à Rio de Janeiro.

## Carrière
Henrique Pellicano obtient une médaille de bronze olympique dans la catégorie des Tornado lors des Jeux olympiques d'été de 1996 à Atlanta en compagnie de son coéquipier Lars Grael.